# Frantz Funck-Brentano

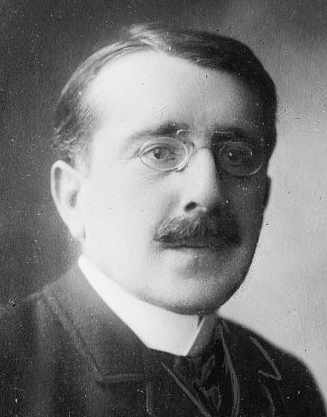
Frantz Funck-Brentano

Frantz Funck-Brentano (* 15. Juni 1862 in Schloss Münsbach, Luxemburg; † 13. Juni 1947 in Paris) war ein französischer Schriftsteller, Historiker und Theaterautor.

## Leben
Funck-Brentano war Sohn von Théophile Funck-Brentano (1830–1906), seine Mutter war die Nichte von Clemens Brentano, seine Schwester war Claudine Funck-Brentano, die als Übersetzerin und Dichterin bekannt war. 1882 bis 1885 studierte er an der École des Chartes, 1885 wurde er Bibliothekar an der Bibliothèque de l’Arsenal und arbeitete dort bis 1928. In seinen zahlreichen Werken beschreibt er überwiegend die französische Geschichte, wie die sog. Halsbandaffäre oder in seinen Légendes et archives de la Bastille (1897) die Geschichte der sog. eisernen Maske. 1928 wurde Funck-Brentano in die Académie des sciences morales et politiques aufgenommen.
Sein Sohn Christian Funck-Brentano (1894–1966) war Kabinettsmitglied in der Exilregierung von Charles de Gaulle und gehörte zum Gründungsdirektorium der französischen Zeitung Le Monde.

## Veröffentlichungen (Auswahl)
- Légendes et archives de la Bastille. Paris 1898 (Digitalisat der 4. Auflage 1901)
  - dt. Die Bastille in der Legende und nach historischen Documenten. Mit einer Vorrede von Victorien Sardou. Uebersetzt von Oscar Marschall von Bieberstein. Schlesische Buchdruckerei, Kunst- und Verlags-Anstalt v. S. Schottlaender, Breslau 1899. (Digitalisat)
- Le Drame des Poisons (Digitalisat)
- L'Affaire du Collier (Digitalisat)
- La Mort de la reine (Digitalisat)
- Catalogue des Archives de la Bastille (Digitalisat Bd. 7 Table générale)
- Les origines de la guerre des Cent Ans. Philippe le Bel en Flandre. 1896 (Digitalisat)